# Сунион
37° 39′ 07″ С; 24° 01′ 34″ И / 37.652° С; 24.026° И
Рт Сунион (модерни грчки: Аκρωτηριο Σουνιο, „Рт стубова“) је рт на најјужнијем крају Атичког полуострва, 8 км јужно од града Лаврио (древни Торик) и 69,5 км југоисточно од Атине. Део је општине Лавреотики, источна Атика.
Рт Сунион је познат по Посејдоновом храму, једном од главних споменика златног доба Атине. Његови остаци се налазе на рту, окружени са три стране Егејским морем.

## Историја
Најраније књижевно спомињање Суниона налази се у Хомеровој Одисеји. Прича говори да је, док су се различити грчки команданти враћали из Троје, кормилар брода краља Менелаја од Спарте умро на свом месту док је заобишао „Свети Сунион, Атински рт“.  Менелај је слетео у Соунион како би свом сапутнику одао пуне почасти (тј. кремацију на погребној ломачи на плажи).
Археолошки налази на локалитету датирају још из 700. године пре нове ере. Херодот помиње да су Атињани у шестом веку пре нове ере славили петогодишњи празник на Суниону, на који су атинске вође пловиле до рта у светом чамцу.

### Деме
Сунион је био дем племена Леонтис (филе) чак и пре његовог утврђења у Пелопонеском рату. Послала је четири човека у древни Бул од 500 у време Клистена, а касније (3. век пре нове ере) шест људи у Бул из 600. У 2. веку пре нове ере, Сунион је још увек забележен као дем, али се сада сматра делом недавно уведеног Аталидског типа (насталог у част Атала I). 
Деме се налазио између Амфитропа на западу и Торикоса на северу. Њена територија обухватала је делове Лаурионских рудника. Према Траилл-у (1986), центар насеља се налазио нешто северније од рта, између модерних насеља Ано Сунион и Като Сунион (близу37° 40′ 26″ С; 24° 01′ 48″ И / 37.674° С; 24.030° И). 
Сунион је утврђен у деветнаестој години Пелопонеског рата (413 пре нове ере) у сврху заштите пролаза житних бродова у Атину, и од тада се сматрало једном од главних тврђава Атике. Његова близина рудницима сребра Лауријума вероватно је допринела његовом просперитету, што је прешло у пословицу;  али је чак и у доба Цицерона потонуо у пропадање.  Круг зидова се још увек може пратити, осим тамо где је стрмоглава природа стена пружала природну одбрану. Зидови који су утврђени четвртастим кулама су најправилнијег хеленског зидања и обухватају простор или нешто више од пола миље у обиму. Јужни део Атике, који се пружа на север од рта Соунион до Торикуса на истоку и Анафилиста на западу, Херодот назива сунијачким углом (τον γουνον τον Σουνιακον). Иако је Соунион био посебно свет за Атину, од Аристофана сазнајемо да је Посејдон такође био обожаван тамо. 

### Посејдонов храм
Оригинални Посејдонов храм из архајског периода на том месту саграђен је од седре. Сунион Курос, откривен 1906. у јами источно од храма, поред фрагмената других статуа, вероватно је био један од бројних заветних статуа посвећених Посејдону које су вероватно стајале испред божјег светилишта. Архаични храм је вероватно уништен 480. п. н. е. од стране персијских трупа током инвазије Ксеркса I на Грчку.  Након што су поразили Ксеркса у поморској бици код Саламине, Атињани су поставили читаву заробљену непријатељску трирему (ратни брод са три обале весала) на Сунион као трофеј посвећен Посејдону. 
Посејдонов храм у Суниону саграђен је 444–440. п. н. е. То је било за време успона атинског државника Перикла, који је такође обновио Партенон у Атини. Саграђена је на рушевинама храма из архајског периода. Налази се изнад мора на висини од скоро 60 м. Дизајн храма је типичан хексастил, односно имао је предњи тријем са шест стубова.  Данас постоје само неки стубови храма Сунион, али када би био нетакнут, он би веома личио на савремени и добро очуван Хефестов храм испод Акропоља, који је можда пројектовао исти архитекта.
Као и сви грчки храмови, Посејдонова зграда је била правоугаона, са колонадом на све четири стране. Укупан број првобитних колона био је 34, од којих 15 и данас стоји. Стубови су дорског реда. Израђене су од белог мермера локално вађеног. Били су 6,10 m висок, пречника 1 м у бази и 79 cm на врху.  У центру храма би се налазила сала за богослужење, правоугаона просторија без прозора, слична делимично нетакнутој сали у Хефестовом храму. Садржао је, на једном крају окренутом према улазу, култну слику, колосалну високу плафону бронзана статуа Посејдона. 

### Храм Атине
Храм Атине Суниадос (Ναος της Αθηνας Σουνιαδος 37° 39′ 11″ С; 24° 01′ 37″ И / 37.653° С; 024.027° И), налазио се на ниском брду око 300 м североисточно од Посејдоновог храма. Изграђена је 470. године пре нове ере, заменивши старију зграду из 6. века. Његова архитектура била је необична, јер је имала колонаде на јужној и источној страни, али не и на западној или северној, што је посебност коју спомиње Витрувије.  Изграђен је поред периболоса који је идентификован као гробница и светилиште Фронтида, Менелајевог кормилара чија се сахрана у Суниону помиње у Одисеји.
Претпоставља се да је мањи дорски храм поред Атининог храма био посвећен или јунаку Фронтиду или Артемиди.  Дубока јама југоисточно од теменоса коришћена је за депоновање остатака приношаја из архајског периода уништених током персијске инвазије.
Атинин храм је срушен у 1. веку нове ере, а делови његових стубова однети су у Атину да би се користили у југоисточном храму Агоре. 

### Тврђава
Године 413. п. н. е., током Пелопонеског рата против Спартанаца, Атињани су то место утврдили зидом и кулама како би спречили да падне у руке Спарте. Ово би угрозило морски пут за снабдевање Атине житом са Евбеје. Ситуација са снабдевањем Атине постала је критична пошто је копнене линије за снабдевање града пресечене спартанским утврђењем Декелеја, северно од Атике.  Убрзо је касније Атињанима заузела тврђаву побуњених робова из оближњих рудника сребра Лауријума.
Посејдонов храм се налазио у југоисточном углу тврђаве, а конаци гарнизона били су распоређени дуж главног тока на западној падини брда. Тврђава је укључивала малу поморску базу, са бродоградом за два ратна брода у северозападном углу (37° 39′ 09″ С; 24° 01′ 22″ И / 37.6524° С; 24.0228° И).  Тврђава се одржавала све до хеленистичког периода.  Поправке и доградње тврђаве вршене су током Хремонидског рата (266 – 261. п. н. е.).

## Књижевни пријем
Име Капо Колоне (грацизирано Καβοκολώνες) се извештава из 17. века, из разлога што је, необично, неколико стубова Посејдоновог храма остало да стоји још од антике. Рани модерни описи у путописима укључују оне Г. Велера (1676), Ј.-Д. Ле Рој (1754), Р. Чендлер (1765) и Е. Додвел (1805). Шкотски песник Вилијам Фалконер (1732—1769) доживео је бродолом код рта Колона, како је тада био познат Сунион, 1750. године, што је догађај приказан у централној сцени његовог Бродолома (1762). 

Уписано име Џорџа лорда Бајрона, уклесано у подножје једног од стубова Посејдоновог храма, вероватно датира из његове прве посете Грчкој, на његовој Великој турнеји по Европи пре него што је стекао славу. Бајрон је провео неколико месеци 1810–11. у Атини, укључујући две документоване посете Суниону. Не постоје, међутим, директни докази да је натпис направио сам Бајрон. Бајрон помиње Сунион у својој песми Острва Грчке:
Постави ме на Сунијумов мраморни стрм,

Где ништа, сачувај таласе и ја,

Нека чује наш заједнички жамор...
Мартин Хајдегер је посетио Сунион током свог путовања у Грчку 1962. године, како је описано у својој књизи Боравак.  Он се позива на „блиставо-беле рушевине храма”. На јаком морском поветарцу „ово неколико стојећих стубова биле су жице невидљиве лире, чију је песму далековидећи делски бог пустио да одјекује кикладским светом острва“. Он се чуди „како овај појединачни гест земље указује на невидљиву близину божанског и посвећује му сваки раст и свако људско дело“. Он наставља да размишља о „људи ове земље знали су како да населе и разграниче свет од варварских у част седишта богова. …знали су како да хвале оно што је велико и признајући то, да доведу себе испред узвишеног, оснивајући, на овај начин, свет“.

## Савремени развој
Рт Сунион остаје популаран једнодневни излет за туристе из Атине, са заласком сунца над Егејским морем, гледано из рушевина, тражен призор од првог развоја модерног туризма почетком 19. века. 
Општина Лавреотики је основана 1890. године под именом Сунио, а преименована у Лавреотики 1891. године. Сам рт Сунион се налази између села Като Сунио и Легрена.
Национални парк Сунио (Εθνικος Δρυμος του Σουνιου) основан је 1974. са основном површином од 750 хектара.
Формирајући југоисточну крајњу тачку Атинске ривијере, Сунион је сада луксузна летња локација за Атињане. Изградња вила у заливу северозападно од рта Сунион цветала је од 1960-их до 1970-их.
Пројекат Уређење археолошког налазишта Сунион (2011 – 2013) суфинансирали су грчко Министарство културе и спорта и Европска унија.